# 大澤毅
大澤 毅（おおさわ つよし、1921年8月21日 - 2011年秋）は、日本の実業家、馬主。

## 経歴
1921年、愛媛県出身。1939年に旧制愛媛県立西条中学校を卒業。1960年に名古屋穀物商品取引所取引員となる。1961年、名古屋大阪物産を設立。翌年に大阪物産と改称している。1964年には商用で東南アジアへ、1965年には中華人民共和国へと渡った。同年名古屋穀物商品取引所理事に就任。1970年にオールジャパンガード代表取締役。2011年の秋に死去。90歳没。

## 馬主活動

大澤の勝負服

日本中央競馬会（JRA）および地方競馬全国協会（NAR）に登録した馬主としても知られた。勝負服の柄は赤、水色一本輪、黄袖、冠名には「マルブツ」を用いたが、ブリリアントロードなど冠名のない馬もいた。2011年に死去した後は親族の大澤利久が馬主活動を継続している。
1970年には、競馬で獲得した賞金の課税上の扱いをめぐり税務署を提訴したことで注目された。なお、経営していたオールジャパンガードの契約先には中京競馬場や名古屋競馬場、弥富トレーニングセンターなどがあった。

## 主な所有馬
- マルブツライト / 初代（1969年 読売カップ〈春〉）
- マルブツウイドー（1976年 京都大障害〈春〉）
- マルブツウイナー（1982年 鳴尾記念）
- マルブツサーペン（1984年 毎日杯、1985年 京阪杯、1986年 平安ステークス）
- マルブツキャリー（1986年アラブステークス）
- マルブツロンリー（1987年 サファイヤステークス）
- マルブツファースト《1982年産》（1989年 金鯱賞）
- マルブツスピーリア（1989年ウインターステークス）
- マルブツサンキスト（1993年 小倉記念）
- マルブツセカイオー（1994年 全日本サラブレッドカップ、東海菊花賞、1995年 オグリキャップ記念、東海菊花賞）
- ブリリアントロード（1999年 新潟大賞典、新潟記念）
- マルブツグローバル（2001年 ゴールデンブーツトロフィー）
- マルブツトップ《2000年産》（2005年 佐賀記念）
- ホワイトメロディー（2007年 関東オークス、クイーン賞）
- マルブツイースター（2007年小倉2歳ステークス）